# Nikolai Noskov
Nikolai Ivànovitx Noskov (En rus: Николай Иванович Носков; Gzhatsk, 12 de gener de 1956) és un cantant rus, antic vocalista del grup de música de rock dur Gorki Park (entre 1987–1990), i guanyador en cinc ocasions del Gramòfon d'Or. També va ser membre del grup Москва (Moscou), a principis de 1980, i de Гран-при (Gran Premi), el 1988, poc abans d'afegir-se als Gorki Park. A la dècada de 1990 va participar amb els Николай (Nikolai). Des del 1998 va seguir la seva carrera en solitari, publicant sis àlbums. El 2015 va formar part del jurat de la segona temporada del programa de televisió rus Glavnaya Stsena.

## Discografia

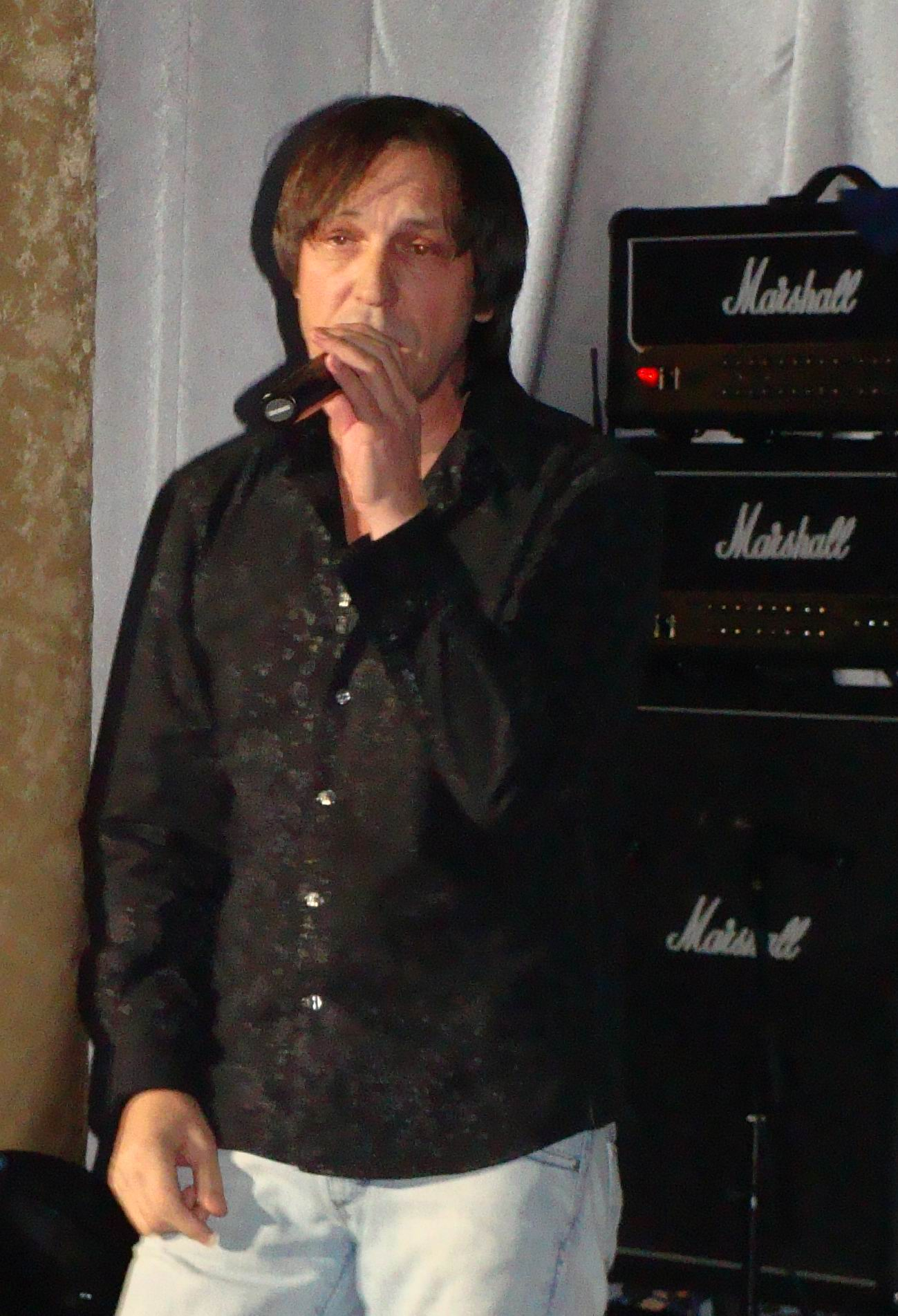
Nikolai Noskov (2009)

### Membre de grups de música
Москва
- НЛО (UFO, 1982)

Гран-при
- К теологии (EP) (1988)

Gorki Park
- Gorky Park (1989)

Николай
- Mother Russia (1994)

### En solitari
- Блажь (1998)[5][6]
- Стёкла и бетон (2000)[7]
- Дышу тишиной (2000)[8][9]
- По пояс в небе (2006)[10]
- Оно того стоит (2011)[11][12]
- Без названия (2012)

### Compilacions
- Лучшие песни в сопровождении симфонического оркестра (2001)[13][14]
- Океан любви (2003)[15]

## Premis
- 1992 - Profi
- 1996-2015 - Gramòfon d'Or[16]
  - 1996 per «Я не модный»
  - 1998 per «Я тебя люблю»
  - 1999 per «Паранойя»
  - 2000 per «Это здорово»
  - 2015 per «Это здорово» i premi als 20 anys
- 1998 - Ревнители русской словесности societat de Pushkin[17]
- 1999 - Medalla del Ministeri de l'Interior "al servei social al Caucas"
- 1999 - Medalla del Ministeri de Defensa per millorar la cooperació militar
- 2000 - Ovació (Millor solista de l'any)[18]
- 2009 - Premis FSB en la categoria d'art musical per la cançó Павшим друзьям. El cantant va trebalar en aquesta cançó amb l'Orquestra Simfònica de la FSB russa.[19][20]